# كأس بلغاريا 1966–67
كأس بلغاريا 1966–67 (بالبلغارية: Купа на Съветската армия 1966/67)‏ هو موسم من كأس بلغاريا. أشرف على تنظيمه اتحاد بلغاريا لكرة القدم، وفاز فيه ليفسكي صوفيا.